# Haus & Grund
Haus & Grund Deutschland – Zentralverband der Deutschen Haus-, Wohnungs- und Grundeigentümer e. V. ist eine Interessengemeinschaft von privaten Haus-, Wohnungs- und Grundstückseigentümern in der Rechtsform des eingetragenen Vereins in Deutschland. Haus & Grund wird mitunter als „ADAC für private Hauseigentümer“ wahrgenommen.
Stand 2024 sind 22 Landesverbände und etwa 840 Ortsvereine dem Zentralverband Haus & Grund Deutschland angeschlossen. Sitz des Verbandes ist Berlin. Von den bundesweit rund 15 Millionen privaten Eigentümern vertritt der Verband etwa 921.000 als Mitglieder (Stand: 2023). Neben der Interessensvertretung der Mitglieder bietet Haus & Grund immobilienbezogene Beratungsdienstleistungen wie Rechtsberatung und Beratungen zu Mietverträgen an. Amtierender Präsident ist Kai H. Warnecke.

## Geschichte
Seit den 1870er-Jahren gab es Bestrebungen, die lokalen Haus- und Grundbesitzervereine deutschlandweit einheitlich zu organisieren. Dank der Initiative des Vorsitzenden des Allgemeinen Hausbesitzervereins zu Dresden, Baumeister Gustav Hartwig, trafen sich am 15. September 1879 Vertreter der Haus- und Grundbesitzervereinigung auf einem ersten Kongress in Dresden. Der Vorschlag, einen Reichsverband zu gründen, fand breite Zustimmung. 1911 wurde der Verband ins Vereinsregister eingetragen, 1919 erhielt er den Namen Zentralverband Deutscher Haus- und Grundbesitzervereine e. V.
Nach der Gleichschaltung während des Dritten Reichs wurde der Verband 1946 neu gegründet. Der volle Name des Verbandes lautet Zentralverband der Deutschen Haus-, Wohnungs- und Grundeigentümer e. V. – Haus & Grund Deutschland. 1991 wurden die fünf neu gegründeten Landesverbände aus den Neuen Bundesländern aufgenommen.
Der amtierende Präsident, der Rechtsanwalt Kai Hinnerk Warnecke, wurde am 2. Juni 2016 in der Mitgliederversammlung gewählt.

## Verbandsstruktur
Haus & Grund ist der größte Immobilienverband Deutschlands und vertritt die Interessen von selbstnutzenden Eigentümern und privaten Kleinvermietern. Stand 2023 hat der Verband rund 921.000 Mitglieder. Haus & Grund-Vereine bieten Beratungsdienstleistungen zum Thema Immobilien an, wobei ein Schwerpunkt auf Rechtsberatung und Hilfe beim Abschließen von Mietverträgen liegt.
Der Zentralverband Haus & Grund Deutschland hat seinen Sitz in Berlin, darunter organisieren sich 22 Landesverbände. Deren geografische Einteilung orientiert sich überwiegend an den 16 Bundesländern Deutschlands, wobei aber die Bundesländer Nordrhein-Westfalen, Niedersachsen und Baden-Württemberg in mehrere Landesverbände aufgeteilt sind. Ferner gibt es (Stand 2024) 840 Ortsvereine, die zwar Mitglieder in den Landesverbänden sind, nicht aber Mitglieder im Zentralverband.
Als Mitglied der Union Internationale de la Propriété Immobilière (U.I.P.I.) ist Haus & Grund Deutschland als Interessenvertretung im Rahmen der Europäischen Union auch international aktiv.

## Mitgliedschaften
Haus & Grund ist unter anderem Mitglied der Bundesstiftung Baukultur, des Bundesverbandes der Verbraucherzentrale, des Deutschen Verbandes für Wohnungswesen, Städtebau und Raumordnung und des Vereines zur Förderung der Nachhaltigkeit im Wohnungsbau. Weiterhin hat Haus & Grund-Präsident Kai H. Warnecke einen Sitz im Verwaltungsrat der KfW und im Beirat des Deutschen Feuerwehrverbandes. Haus & Grund ist ein Partner in dem Verbundprojekt „Finanzierung der energetischen Gebäudemodernisierung“ (FEIRE), das gemeinsam mit dem Mercator Research Institute on Global Commons and Climate Change und der Humboldt-Universität zu Berlin gegründet wurde. Inhalt des Verbundprojektes ist das Erkennen von Emissionseinsparpotenzialen von Gebäuden und finanziellen Einsparpotenzialen für Eigentümer und Mieter.
International ist Haus & Grund ein Mitwirkender der Union Internationale de la Propriété Immobilière (U.I.P.I.), der internationalen Vertretung der Immobilienbesitzer.

## Positionen
Haus & Grund vertritt die Interessen von selbstnutzenden Eigentümern und privaten Kleinvermietern. Haus & Grund kritisiert hohe Grunderwerbssteuern. Der Verband kooperiert mit der Plattform „Gebäudeforum Klimaneutral“ und fordert Maßnahmen für einen klimaneutralen Gebäudestand. Zugleich positioniert sich Haus & Grund gegen gesetzliche Verpflichtungen zu Sanierungen, die bei vielen Häusern zu einem Wertverfall sowie einem Vermögensverlust und eventuellen Hausnotverkäufen von Eigentümern führen würden.
Seit 2023 unterstützt Haus & Grund eine Musterklage vor dem Finanzgericht Berlin-Brandenburg gegen die Grundsteuerreform und erklärte, auch in anderen Bundesländern aktiv werden zu wollen. Präsident Warnecke kritisierte in diesem Zusammenhang, die Grundsteuerreform sei „zu kompliziert, intransparent und ungerecht“. Die Klage richtet sich gegen die elf Bundesländer, welche die Grundsteuer nach Bundesmodell erheben. Dieses Bundesmodell berechnet die Grundsteuer im Kern anhand des Bodenwerts und des Mietwerts einer Immobilie. Ein von Haus & Grund in Auftrag gegebenes Gutachten des Verfassungsrechtlers Gregor Kirchhof kritisiert jedoch, dass die Bodenrichtwerte nicht vergleichbar seien und individuelle Umstände wie Lärm oder Baumängel nicht berücksichtigt würden. Dadurch sei das Bundesmodell verfassungswidrig. Im Jahr 2023 verzeichnete Haus & Grund einen starken Zuwachs und einen neuen Mitgliederrekord, was nach einem Bericht von Christian Ramthun in der Wirtschaftswoche vor allem auf die Reform der Grundsteuer und die Novellierung des Gebäudeenergiegesetzes (sogenanntes Heizungsgesetz) zurückzuführen sei. Die von Haus & Grund initiierte „Kampagne rund um das Heizungsgesetz“ wurde im September 2024 von der DGVM mit dem DGVM Innovation Award 2024 in der Kategorie „Positionierung & Interessenwahrnehmung“ gewürdigt.
Im April 2024 kündigte Haus & Grund eine Klage gegen die weitere Verlängerung der Mietpreisbremse bis 2029 an. Das Bundesverfassungsgericht habe schon die erste Mietpreisbremse nur akzeptiert, weil sie auf fünf Jahre befristet war. Seit Einführung der Mietpreisbremse habe diese Probleme eher verschärft, indem fehlende Wohnungen nicht gebaut würden. Zudem fordert Haus & Grund die Stärkung des einfachen Mietspiegels, da dieser im Gegensatz zum qualitativen Mietspiegel einfacher zu erstellen und genauer sei, sowie eine bessere Synchronisierung von Mietrecht und Wohnungseigentumsgesetz.

## Engagement
Haus & Grund sowie ihre Landes- und Ortsverbände haben mehrere Projekte und Initiativen zur Unterstützung von Obdachlosen mitgegründet. Beispielsweise gibt es eine gemeinsame Initiative mit der BAG Wohnungslosenhilfe, die Wohnungslosigkeit bereits im Entstehen verhindern will. Überdies sammeln verschiedene Ortsverbände von Haus & Grund häufiger Geld für soziale und gesellschaftliche Zwecke.

## Präsidenten
Geleitet wird Haus & Grund von einem Präsidenten, der durch eine Mitgliederversammlung gewählt wird. Die bisherigen Präsidenten waren:
1. Josef Humar (1923–1933)
2. Johannes Handschumacher (1948–1957)
3. Victor-Emanuel Preusker (1958–1971)
4. Theodor Paul (1971–1991)
5. Friedrich-Adolf Jahn (1991–2002)
6. Rüdiger Dorn (2002–2007)
7. Rolf Kornemann (2007–2016)
8. Kai H. Warnecke (seit 2016)